# A Division 1927-1928 (Irlanda)
La stagione 1927-1928 è stata la settima edizione della League of Ireland, massimo livello del campionato di calcio irlandese.

## Classifica finale
|  | Pos. | Squadra          | Pt | G  | V  | N | P  | GF | GS | DR  |
|  | ---- | ---------------- | -- | -- | -- | - | -- | -- | -- | --- |
|  | 1.   | Bohemians        | 31 | 18 | 15 | 1 | 2  | 53 | 20 | +33 |
|  | 2.   | Shelbourne       | 28 | 18 | 13 | 2 | 3  | 67 | 24 | +43 |
|  | 3.   | Shamrock Rovers  | 25 | 18 | 9  | 7 | 2  | 42 | 18 | +24 |
|  | 4.   | Fordsons         | 22 | 18 | 9  | 4 | 5  | 46 | 34 | +12 |
|  | 5.   | Dundalk          | 21 | 18 | 9  | 3 | 6  | 44 | 36 | +8  |
|  | 6.   | Brideville       | 19 | 18 | 7  | 5 | 6  | 37 | 33 | +4  |
|  | 7.   | St. James's Gate | 14 | 18 | 5  | 4 | 9  | 28 | 42 | -14 |
|  | 8.   | Jacobs           | 9  | 18 | 2  | 5 | 11 | 20 | 46 | -26 |
|  | 9.   | Bray Unknowns    | 6  | 18 | 1  | 4 | 13 | 29 | 70 | -41 |
|  | 10.  | Athlone Town     | 5  | 18 | 2  | 1 | 15 | 19 | 61 | -42 |

Legenda:

         Campione d'Irlanda.
         Ritirata dal campionato.
Note:
Due punti a vittoria, uno a pareggio, zero a sconfitta.

## Statistiche

### Primati stagionali
| Record - Maggior numero di vittorie: Bohemians (15) - Minor numero di sconfitte: Bohemians e Shamrock Rovers (2) - Miglior attacco: Shelbourne (67) - Miglior difesa: Shamrock Rovers (18) - Miglior differenza reti: Shelbourne (+43) - Maggior numero di pareggi: Shamrock Rovers (7) - Minor numero di vittorie: Bray Unknowns (1) - Maggior numero di sconfitte: Athlone Town (15) - Peggiore attacco: Athlone Town (19) - Peggior difesa: Bray Unknowns (70) - Peggior differenza reti: Athlone Town (-42) |